# 유장려
제효왕 유장려(齊孝王 劉將閭, ? ~ 기원전 154년)는 중국 전한의 황족 · 제후왕이다. 전한 고제의 손자며 제도혜왕 유비의 아들이다.

## 일대기
문제 4년(기원전 176년), 제북왕 유흥거가 반란을 일으켰다 자살한 이듬해에, 문제에게서 형제들과 함께 열후로 봉해져 양허후(楊虛侯)가 되었다. 문제 16년(기원전 164년), 전년 제문왕 유칙이 후사 없이 죽어 폐지된 제나라를 제, 교서, 교동, 치천, 제북, 제남 여섯 나라로 나누어 제도혜왕의 아들들을 봉하면서 제나라 왕이 되었다.
경제 전3년(기원전 154년), 오초칠국의 난이 일어나자 교동왕 유웅거, 교서왕 유앙, 치천왕 유현, 제남왕 유벽광이 호응하고 제나라와도 함께하고자 했으나 의심하여 거부했다. 이 때문에 교서왕, 치천왕, 제남왕의 공격을 받아 서울 임치에서 포위당했다. 제효왕은 중대부 노앙(路卬)을 보내 조정에 구원을 요청했다. 사세가 위급해지자 세 나라와 은밀히 함께하려 했으나 아직 약속이 정해지지 않은 차에 노앙이 돌아왔는데, 교서 · 치천 · 제남 연합군에 사로잡혀 조정이 이미 반란군에 굴복했다고 말하라는 협박을 받았음에도 조정에서 굳게 지키고 있으라고 한 말을 전하고 죽었다. 또 여러 신하들이 항복하지 말자고 했다. 때마침 주아부가 이끄는 진압군이 반란군 중 가장 세력이 큰 오나라와 초나라를 무찔렀고, 한편으로 제나라를 구원하러 난포와 조양이 와서 세 나라의 군대를 무찌르고 포위를 풀었다. 그런데 제효왕이 세 나라와 함께하려 했다는 말을 듣자 진압군은 제나라도 공격하려 했고, 제효왕은 두려워 약을 먹고 죽었다. 경제는 원래 제나라가 착하였고 협박에 못 이겨 가담한 것은 죄가 아니라 하여, 태자 유수(제의왕)에게 제왕을 계승하게 했다.

## 가계
- 제도혜왕 유비
  - 제효왕 유장려
    - 제의왕 유수
    - 박양경후 유취
    - 피양경후 유연
    - 정부후 유월
    - 도이후 유정
    - 산원후 유국
    - 번안이후 유충
    - 유강후 유양이
    - 운이후 유신
    - 모평공후 유설
    - 시원후 유대
    - 고락강후

박양경후는 원삭 3년(기원전 126) 3월 을묘일에, 피양경후 ~ 시원후는 이듬해 4월 을묘일에 봉해졌다. 고락강후는 《한서》에만 보이며, 이름과 봉작 시기 모두 알 수 없다.